# Jacob Moleschott
Jacob Moleschott (9 de agosto de 1822 – 20 de mayo de 1893) fue un médico fisiólogo y filósofo neerlandés. Es conocido principalmente por sus puntos de vista filosóficos en torno al materialismo científico.

## Biografía
Nacido en Bolduque en 1822, Moleschott estudió en la Universidad de Heidelberg, empezando sus prácticas de medicina en Utrecht en 1845, desplazándose más tarde de nuevo a Heidelberg, donde se graduó en fisiología en 1847. Posteriormente ejercería como profesor de fisiología en Zürich (1856), Turín (1861), y Roma (1879), donde falleció en 1893.

## Obras
- Physiologie der Nahrungsmittel (1850)
- Physiologie des Stoffwechsels in Pflanzen und Thieren (1851)
- Der Kreislauf des Lebens (18521887)
- Untersuchungen zur Naturlehre des Menschen und der tiere (1856–93), continuada después de su muerte por Colosanti y Fubini.
- Lehre der Nahrungsmittel (1858)
- Sulla vita umana (1861–67)
- Physiologisches Skizzenbuch (1861)
- Consigli e conforti nei tempi di colera (1864)
- Sull' influenza della luce mista e cromatica nell' esalazione di acido carbonico per l'organismo animale (1879), con Fubini.
- Kleine Schriften (1880–87)
- Für meine Freunde (1894)